# Hibernian Airlines
Hibernian Airlines ist eine irische Fluggesellschaft mit Sitz in Dublin. Sie gehört zur Air-Nostrum-Gruppe. Im Gegensatz zu Air Nostrum führt sie keine Linienflüge unter der Marke Iberia Regional durch, sondern bietet Charterflüge und Flugzeugleasing an.

## Geschichte
Die Fluggesellschaft wurde am 6. April 2017 unter dem Namen Suas Aer gegründet. Im November 2018 wurde die erste Bombardier CRJ1000 übernommen. Am 7. Januar 2019 erhielt die Fluggesellschaft ihr AOC. Im November 2019 und im April 2021 wurde jeweils eine weitere CRJ1000 übernommen. Alle drei Flugzeuge gehörten vorher zur Flotte von Air Nostrum.

## Flotte
Mit Stand April 2022 besteht die Flotte von Hibernian Airlines aus drei Flugzeugen mit einem Durchschnittsalter von 7,2 Jahren:
| Flugzeugtyp        | Anzahl | bestellt | Luftfahrzeugkennzeichen | Anmerkungen | Sitzplätze |
| ------------------ | ------ | -------- | ----------------------- | ----------- | ---------- |
| Bombardier CRJ1000 | 3      |          | EI-HBA                  |             | 100        |
| Bombardier CRJ1000 | 3      | EI-HBB   |                         |             | 100        |
| Bombardier CRJ1000 | 3      | EI-HBC   |                         |             | 100        |
| Gesamt             | 3      |          |                         |             |            |